# Villefranche (Yonne)
Villefranche és un municipi francès, situat al departament del Yonne i a la regió de Borgonya - Franc Comtat. L'any 2007 tenia 607 habitants.

## Demografia

### Població
El 2007 la població de fet de Villefranche era de 607 persones. Hi havia 244 famílies, de les quals 72 eren unipersonals (40 homes vivint sols i 32 dones vivint soles), 92 parelles sense fills, 64 parelles amb fills i 16 famílies monoparentals amb fills.
La població ha evolucionat segons el següent gràfic:
Habitants censats

### Habitatges
El 2007 hi havia 401 habitatges, 267 eren l'habitatge principal de la família, 115 eren segones residències i 19 estaven desocupats. 376 eren cases i 21 eren apartaments. Dels 267 habitatges principals, 199 estaven ocupats pels seus propietaris, 57 estaven llogats i ocupats pels llogaters i 11 estaven cedits a títol gratuït; 4 tenien una cambra, 13 en tenien dues, 47 en tenien tres, 89 en tenien quatre i 114 en tenien cinc o més. 209 habitatges disposaven pel capbaix d'una plaça de pàrquing. A 121 habitatges hi havia un automòbil i a 124 n'hi havia dos o més.

### Piràmide de població
La piràmide de població per edats i sexe el 2009 era:
| Homes | Edats   | Dones |
| ----- | ------- | ----- |
| 0     | 95 o +  | 0     |
| 4     | 90 a 94 | 0     |
| 0     | 85 a 89 | 4     |
| 4     | 80 a 84 | 12    |
| 8     | 75 a 79 | 24    |
| 20    | 70 a 74 | 4     |
| 16    | 65 a 69 | 36    |
| 24    | 60 a 64 | 8     |
| 16    | 55 a 59 | 20    |
| 8     | 50 a 54 | 8     |
| 8     | 45 a 49 | 4     |
| 32    | 40 a 44 | 28    |
| 24    | 35 a 39 | 20    |
| 12    | 30 a 34 | 24    |
| 12    | 25 a 29 | 4     |
| 4     | 20 a 24 | 4     |
| 16    | 15 a 19 | 24    |
| 24    | 10 a 14 | 16    |
| 8     | 5 a 9   | 20    |
| 8     | 0 a 4   | 12    |

## Economia
El 2007 la població en edat de treballar era de 357 persones, 250 eren actives i 107 eren inactives. De les 250 persones actives 227 estaven ocupades (130 homes i 97 dones) i 23 estaven aturades (5 homes i 18 dones). De les 107 persones inactives 52 estaven jubilades, 16 estaven estudiant i 39 estaven classificades com a «altres inactius».

### Ingressos
El 2009 a Villefranche hi havia 270 unitats fiscals que integraven 624 persones, la mediana anual d'ingressos fiscals per persona era de 17.569,5 €.

### Activitats econòmiques
Dels 25 establiments que hi havia el 2007, 1 era d'una empresa extractiva, 1 d'una empresa alimentària, 2 d'empreses de fabricació d'altres productes industrials, 5 d'empreses de construcció, 6 d'empreses de comerç i reparació d'automòbils, 2 d'empreses de transport, 2 d'empreses d'hostatgeria i restauració, 1 d'una empresa financera, 2 d'empreses immobiliàries, 1 d'una empresa de serveis i 2 d'entitats de l'administració pública.
Dels 6 establiments de servei als particulars que hi havia el 2009, 2 eren paletes, 1 fusteria, 1 lampisteria, 1 electricista i 1 agència immobiliària.
Dels 2 establiments comercials que hi havia el 2009, 1 era una botiga de menys de 120 m² i 1 una fleca.
L'any 2000 a Villefranche hi havia 21 explotacions agrícoles que ocupaven un total de 2.604 hectàrees.

## Equipaments sanitaris i escolars
El 2009 hi havia 1 escola maternal integrada dins d'un grup escolar amb les comunes properes formant una escola dispersa i 1 escola elemental integrada dins d'un grup escolar amb les comunes properes formant una escola dispersa.

## Poblacions més properes
El següent diagrama mostra les poblacions més properes.